# Центральный автовокзал (Чебоксары)
Центра́льный автовокза́л — автовокзал города Чебоксары, расположен в Ленинском районе города, напротив главного железнодорожного вокзала, по адресу проспект Мира, 78. Автовокзал осуществляет маршруты регионального, российского и международного значения.
Капитальный ремонт двухэтажного здания автовокзала прошёл в 2007 году. В здании расположены кассы, зал ожидания, справочная служба, камеры хранения, торговые точки, арт-объекты. Общедоступного туалета непосредственно в здании нет. С 3 февраля 2020 год на территории автовокзала работает Wi-Fi с бесплатным выходом в интернет. Здание автовокзала связано подземным переходом со зданием железнодорожного вокзала. В 1996 году был построен отдельный блок под хозяйственно-бытовые помещения.
19 января 2021 года в связи со сменой владельцев АО «Автовокзалы и автостанции», владевший автовокзалом и осуществлявший перевозки, решил отказаться от автовокзальной деятельности и выставил автовокзал на аутсорс. Это решение было принято из-за падения выручки в период пандемии COVID-19 (на 42,33 % в 2020 году к 2019): так, с 4 апреля по 8 июня 2020 года автовокзал не осуществлял междугородних перевозок, а в целом пассажиропоток упал в 5 раз. 1 апреля 2021 года оператором автовокзала стал индивидуальный предприниматель Илья Витальевич Степанов. Его план по улучшению финансового положения автовокзала состоит в продвижении онлайн-продажи билетов и открытии торгового центра внутри автовокзала.